# Chaetocoelopa sydneyensis
Chaetocoelopa sydneyensis är en tvåvingeart som först beskrevs av Ignaz Rudolph Schiner 1868.  Chaetocoelopa sydneyensis ingår i släktet Chaetocoelopa och familjen tångflugor. Inga underarter finns listade i Catalogue of Life.